# Criterio de divisibilidad
La divisibilidad es la operación matemática que termina o se dividen en 1 o 4 es todo aquel que se divida por sí mismo o son pautas 

## Definición
Dado dos números enteros {\displaystyle n} y {\displaystyle r} son congruentes módulo {\displaystyle d}, {\displaystyle d}>0 d{\displaystyle \in }{\displaystyle \mathbb {Z} }, si  {\displaystyle n} y {\displaystyle r} dan el mismo resto al dividirlos por {\displaystyle d}. Entonces se dice que {\displaystyle n} es congruente con {\displaystyle m} módulo {\displaystyle d}, se denota {\displaystyle n^{i}\equiv r_{i}{\pmod {d}}}. 
Llamaremos  restos potenciales de {\displaystyle n} módulo {\displaystyle d} a los restos que obtenemos al dividir las sucesivas potencias de {\displaystyle n} entre d, es decir,  {\displaystyle r_{i}} .
Para el criterio de divisibilidad un número {\displaystyle a} se puede escribir como la sumas de las potencias de base  {\displaystyle n},  {\displaystyle a=a_{k}n^{k}+a_{k-1}n^{k-1}+...+a_{1}n^{1}+a_{0}n^{0}}, entonces si se utiliza los restos potenciales {\displaystyle a\equiv a_{k}r_{k}+a_{k-1}r_{k-1}+...+a_{1}r_{1}+a_{0}r_{0}{\pmod {d}}}.

## Criterio de divisibilidad en base 10
Para obtener los distintos criterios de divisibilidad se utilizan las congruencias, con esto se obtienen los restos potenciales que servirán para sacar la expresión del criterio.

### Criterio de divisibilidad del 2
{\displaystyle 10^{0}\equiv 1{\pmod {2}}}
{\displaystyle 10^{1}\equiv 0{\pmod {2}}}
{\displaystyle 10^{2}\equiv 0{\pmod {2}}}
{\displaystyle 10^{3}\equiv 0{\pmod {2}}}
{\displaystyle \bullet }
{\displaystyle \bullet }
{\displaystyle \bullet }
{\displaystyle 10^{k-1}\equiv 0{\pmod {2}}}
{\displaystyle 10^{k}\equiv 0{\pmod {2}}}
El criterio de divisibilidad del 2 es 2/4/6/8/10/12/14/16/18/20
```

  

    

      

        
a

        
≡

        

          
a

          

            
k

          

        

        
⋅

        
0

        
+

        

          
a

          

            
k

            
−

            
1

          

        

        
⋅

        
0

        
+

        
.

        
.

        
.

        
+

        

          
a

          

            
1

          

        

        
⋅

        
0

        
+

        

          
a

          

            
0

          

        

        
⋅

        
1

        

          

          
(

          
mod

          

          
2

          
)

        

      

    

    
{\displaystyle a\equiv a_{k}\cdot 0+a_{k-1}\cdot 0+...+a_{1}\cdot 0+a_{0}\cdot 1{\pmod {2}}}

  

```

Observando las el desarrollo de las congruencias se puede llegar a la conclusión de que el único resto potencial distinto de 0 es {\displaystyle r_{0}} que vale 1, por lo que solo importa el valor de {\displaystyle a_{0}} que tendrá que ser divisible por 2 para que todo el número lo sea.
Todos los números pares cumplen el criterio de divisibilidad del 2.

### Criterio de divisibilidad del 3
{\displaystyle 10^{0}\equiv 1{\pmod {3}}}
{\displaystyle 10^{1}\equiv 1{\pmod {3}}}
{\displaystyle 10^{2}\equiv 1{\pmod {3}}}
{\displaystyle \bullet }
{\displaystyle \bullet }
{\displaystyle \bullet }
{\displaystyle 10^{k-1}\equiv 1{\pmod {3}}}
{\displaystyle 10^{k}\equiv 1{\pmod {3}}}

El criterio de divisibilidad del 3 es {\displaystyle a\equiv a_{k}\cdot 1+a_{k-1}\cdot 1+...+a_{1}\cdot 1+a_{0}\cdot 1{\pmod {3}}}.
Si la suma de los dígitos de un número es divisible por 3 entonces ese número será también divisible.

### Criterio de divisibilidad del 4
{\displaystyle 10^{0}\equiv 1{\pmod {4}}}
{\displaystyle 10^{1}\equiv 2{\pmod {4}}}
{\displaystyle 10^{2}\equiv 0{\pmod {4}}}
{\displaystyle 10^{3}\equiv 0{\pmod {4}}}
{\displaystyle \bullet }
{\displaystyle \bullet }
{\displaystyle \bullet }
{\displaystyle 10^{k-1}\equiv 0{\pmod {4}}}
{\displaystyle 10^{k}\equiv 0{\pmod {4}}}
El criterio de divisibilidad del 4 es {\displaystyle a\equiv a_{k}\cdot 0+a_{k-1}\cdot 0+...+a_{1}\cdot 2+a_{0}\cdot 1{\pmod {4}}}.
Sus dos últimas cifras tienen que ser divisible por 4 para que el número lo sea.

### Criterio de divisibilidad del 5
{\displaystyle 10^{0}\equiv 1{\pmod {5}}}
{\displaystyle 10^{1}\equiv 0{\pmod {5}}}
{\displaystyle 10^{2}\equiv 0{\pmod {5}}}
{\displaystyle 10^{3}\equiv 0{\pmod {5}}}
{\displaystyle \bullet }
{\displaystyle \bullet }
{\displaystyle \bullet }
{\displaystyle 10^{k-1}\equiv 0{\pmod {5}}}
{\displaystyle 10^{k}\equiv 0{\pmod {5}}}
El criterio de divisibilidad del 5 es {\displaystyle a\equiv a_{k}\cdot 0+a_{k-1}\cdot 0+...+a_{1}\cdot 0+a_{0}\cdot 1{\pmod {5}}}.
Si el número termina en 0 o 5 es divisible.

### Criterio de divisibilidad del 6
{\displaystyle 10^{0}\equiv 1{\pmod {6}}}
{\displaystyle 10^{1}\equiv 4{\pmod {6}}}
{\displaystyle 10^{2}\equiv 4{\pmod {6}}}
{\displaystyle 10^{3}\equiv 4{\pmod {6}}}
{\displaystyle \bullet }
{\displaystyle \bullet }
{\displaystyle \bullet }
{\displaystyle 10^{k-1}\equiv 4{\pmod {6}}}
{\displaystyle 10^{k}\equiv 4{\pmod {6}}}
El criterio de divisibilidad del 6 es {\displaystyle a\equiv a_{k}\cdot 4+a_{k-1}\cdot 4+...+a_{1}\cdot 4+a_{0}\cdot 1{\pmod {6}}}.
Un número es divisible por 6 si se cumple el criterio de divisibilidad del 2 y a la vez el del 3.

### Criterio de divisibilidad del 7
{\displaystyle 10^{0}\equiv 1{\pmod {7}}}
{\displaystyle 10^{1}\equiv 3{\pmod {7}}}
{\displaystyle 10^{2}\equiv 2{\pmod {7}}}
{\displaystyle 10^{3}\equiv 6{\pmod {7}}}
{\displaystyle 10^{4}\equiv 4{\pmod {7}}}
{\displaystyle 10^{5}\equiv 5{\pmod {7}}}
{\displaystyle 10^{6}\equiv 1{\pmod {7}}}
{\displaystyle 10^{7}\equiv 3{\pmod {7}}}
Cada seis cifras se observa una repetición de los restos potenciales.
{\displaystyle \bullet }
{\displaystyle \bullet }
{\displaystyle \bullet }
{\displaystyle 10^{k-5}\equiv 1{\pmod {7}}}
{\displaystyle 10^{k-4}\equiv 3{\pmod {7}}}
{\displaystyle 10^{k-3}\equiv 2{\pmod {7}}}
{\displaystyle 10^{k-2}\equiv 6{\pmod {7}}}
{\displaystyle 10^{k-1}\equiv 4{\pmod {7}}}
{\displaystyle 10^{k}\equiv 5{\pmod {7}}}
El criterio de divisibilidad del 7 es {\displaystyle a\equiv a_{k}\cdot 5+a_{k-1}\cdot 4+a_{k-2}\cdot 6+a_{k-3}\cdot 2+a_{k-4}\cdot 3+a_{k-5}\cdot 1+...+a_{7}\cdot 3+a_{6}\cdot 1+a_{5}\cdot 5+a_{4}\cdot 4+a_{3}\cdot 6+a_{2}\cdot 2+a_{1}\cdot 3+a_{0}\cdot 1{\pmod {7}}}.

### Criterio de divisibilidad del 9
{\displaystyle 10^{0}\equiv 1{\pmod {9}}}
{\displaystyle 10^{1}\equiv 1{\pmod {9}}}
{\displaystyle 10^{2}\equiv 1{\pmod {9}}}
{\displaystyle 10^{3}\equiv 1{\pmod {9}}}
{\displaystyle \bullet }
{\displaystyle \bullet }
{\displaystyle \bullet }
{\displaystyle 10^{k-1}\equiv 1{\pmod {9}}}
{\displaystyle 10^{k}\equiv 1{\pmod {9}}}
El criterio de divisibilidad del 9 es {\displaystyle a\equiv a_{k}\cdot 1+a_{k-1}\cdot 1+...+a_{1}\cdot 1+a_{0}\cdot 1{\pmod {9}}}.
Un número es divisible por 9 si la suma de sus cifras lo es.

### Criterio de divisibilidad del 10
{\displaystyle 10^{0}\equiv 1{\pmod {10}}}
{\displaystyle 10^{1}\equiv 0{\pmod {10}}}
{\displaystyle 10^{2}\equiv 0{\pmod {10}}}
{\displaystyle 10^{3}\equiv 0{\pmod {10}}}
{\displaystyle \bullet }
{\displaystyle \bullet }
{\displaystyle \bullet }
{\displaystyle 10^{k-1}\equiv 0{\pmod {10}}}
{\displaystyle 10^{k}\equiv 0{\pmod {10}}}
El criterio de divisibilidad del 10 es {\displaystyle a\equiv a_{k}\cdot 1+a_{k-1}\cdot 1+...+a_{1}\cdot 2+a_{0}\cdot 1{\pmod {10}}}.
Para que sea divisible por 10 el número tiene que acabar en 0.

## Criterio de divisibilidad en diferentes bases

### Criterio de divisibilidad del 13 en base 28
{\displaystyle 28^{0}=1\equiv 1{\pmod {13}}}
{\displaystyle 28^{1}=28\equiv 2{\pmod {13}}}
{\displaystyle 28^{2}=784\equiv 4{\pmod {13}}}
{\displaystyle 28^{3}=21952\equiv 8{\pmod {13}}}
{\displaystyle 28^{4}=614656\equiv 3{\pmod {13}}}
{\displaystyle 28^{5}=17210368\equiv 6{\pmod {13}}}
{\displaystyle 28^{6}=481890304\equiv 12{\pmod {13}}}
{\displaystyle \bullet }
{\displaystyle \bullet }
{\displaystyle \bullet }

El criterio de divisibilidad del 13 es {\displaystyle a\equiv a_{0}\cdot 1+a_{1}\cdot 2+a_{2}\cdot 4+a_{3}\cdot 8+a_{4}\cdot 3+a_{5}\cdot 6+a_{6}\cdot 12+...{\pmod {13}}}

### Criterio de divisibilidad del 11 en base 13
{\displaystyle 13^{0}=1\equiv 1{\pmod {11}}}
{\displaystyle 13^{1}=13\equiv 2{\pmod {11}}}
{\displaystyle 13^{2}=169\equiv 4{\pmod {11}}}
{\displaystyle 13^{4}=2197\equiv 8{\pmod {11}}}
{\displaystyle 13^{4}=28561\equiv 5{\pmod {11}}}
{\displaystyle 13^{5}=371293\equiv 10{\pmod {11}}}
{\displaystyle 13^{6}=4826809\equiv 9{\pmod {11}}}
{\displaystyle 13^{7}=6274861\equiv 7{\pmod {11}}}
{\displaystyle 13^{8}=815730721\equiv 3{\pmod {11}}}
{\displaystyle 13^{9}=10604499373\equiv 6{\pmod {11}}}
{\displaystyle \bullet }
{\displaystyle \bullet }
{\displaystyle \bullet }

El criterio de divisibilidad del 11 es {\displaystyle a\equiv a_{0}\cdot 1+a_{1}\cdot 2+a_{2}\cdot 4+a_{3}\cdot 8+a_{4}\cdot 5+a_{5}\cdot 10+a_{6}\cdot 9+a_{7}\cdot 7+a_{8}\cdot 3+a_{9}\cdot 6+...{\pmod {11}}}